# Železniční trať Füzesabony–Eger
Železniční trať Füzesabony–Eger (maďarsky Füzesabony–Eger-vasútvonal) je maďarská jednokolejná elektrizovaná železniční trať, která spojuje města Füzesabony a Eger. Trať je označována v maďarském jízdním řádu jako trať MÁV 87a. Trať byla otevřena v roce 1872.

## Historie
Železniční trať z města Füzesabony do Egeru byla otevřena dne 3. listopadu 1872. V roce 1975 byla trať kompletně elektrifikována.

## Provozní informace
Maximální rychlost na trati je 100 km/h. Trať i veškeré stanice a zastávky na trati provozuje firma MÁV a je elektrizovaná střídavým proudem 25 kV, 50 Hz.

## Doprava
Provoz na trati je především tvořen rychlíky Eger – Budapešť s elektrickými jednotkami Stadler FLIRT a osobními vlaky s elektrickými jednotkami BDVmot a o víkendech lokomotivami V43 s klasickou vratnou soupravou. Osobní vlaky jezdí trasu Füzesabony – Eger.

## Stanice
Na trati se nacházejí tyto stanice:
- Füzesabony
- Maklár
- Andornaktálya
- Eger

## Galerie

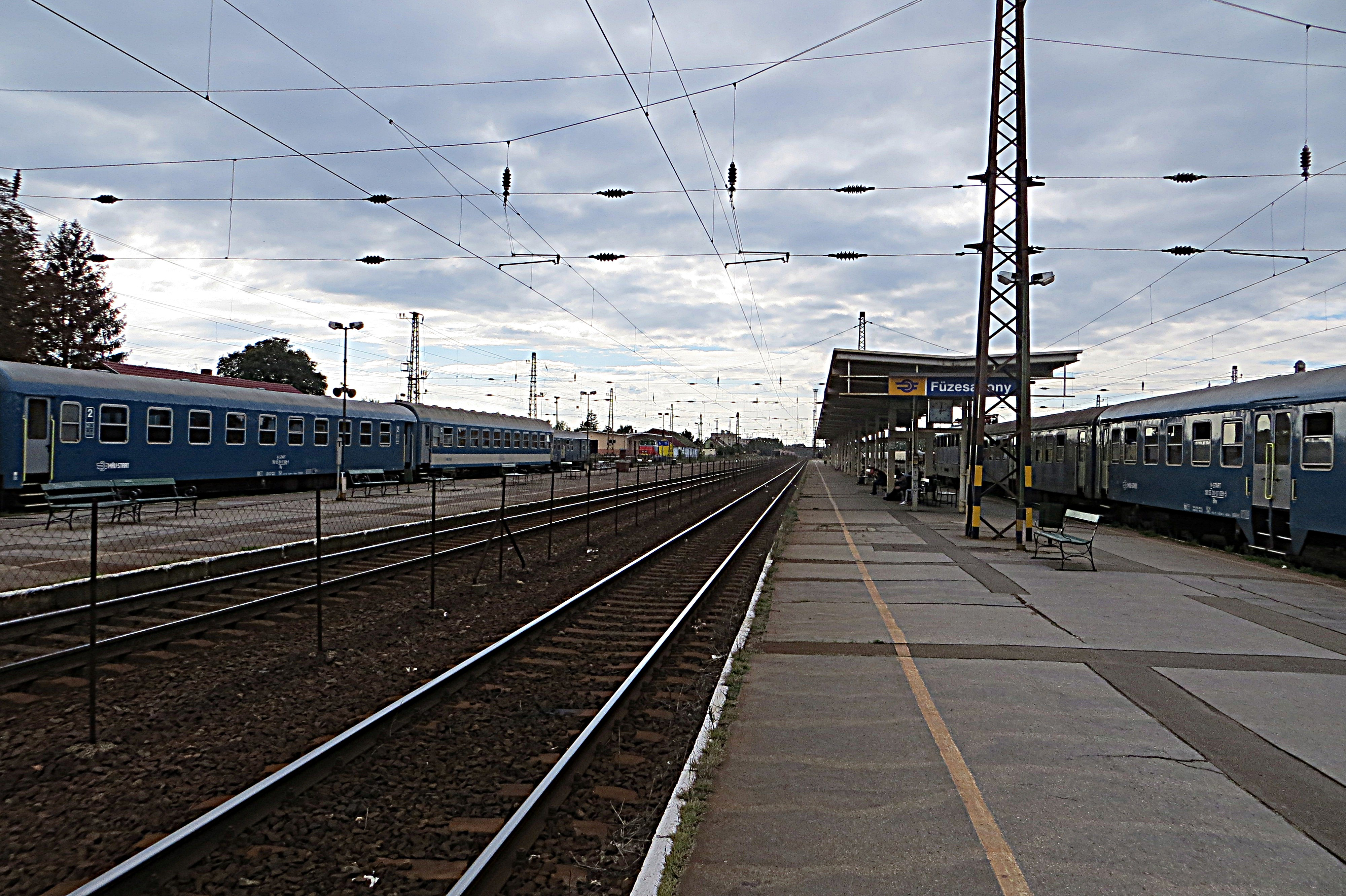
Füzesabony
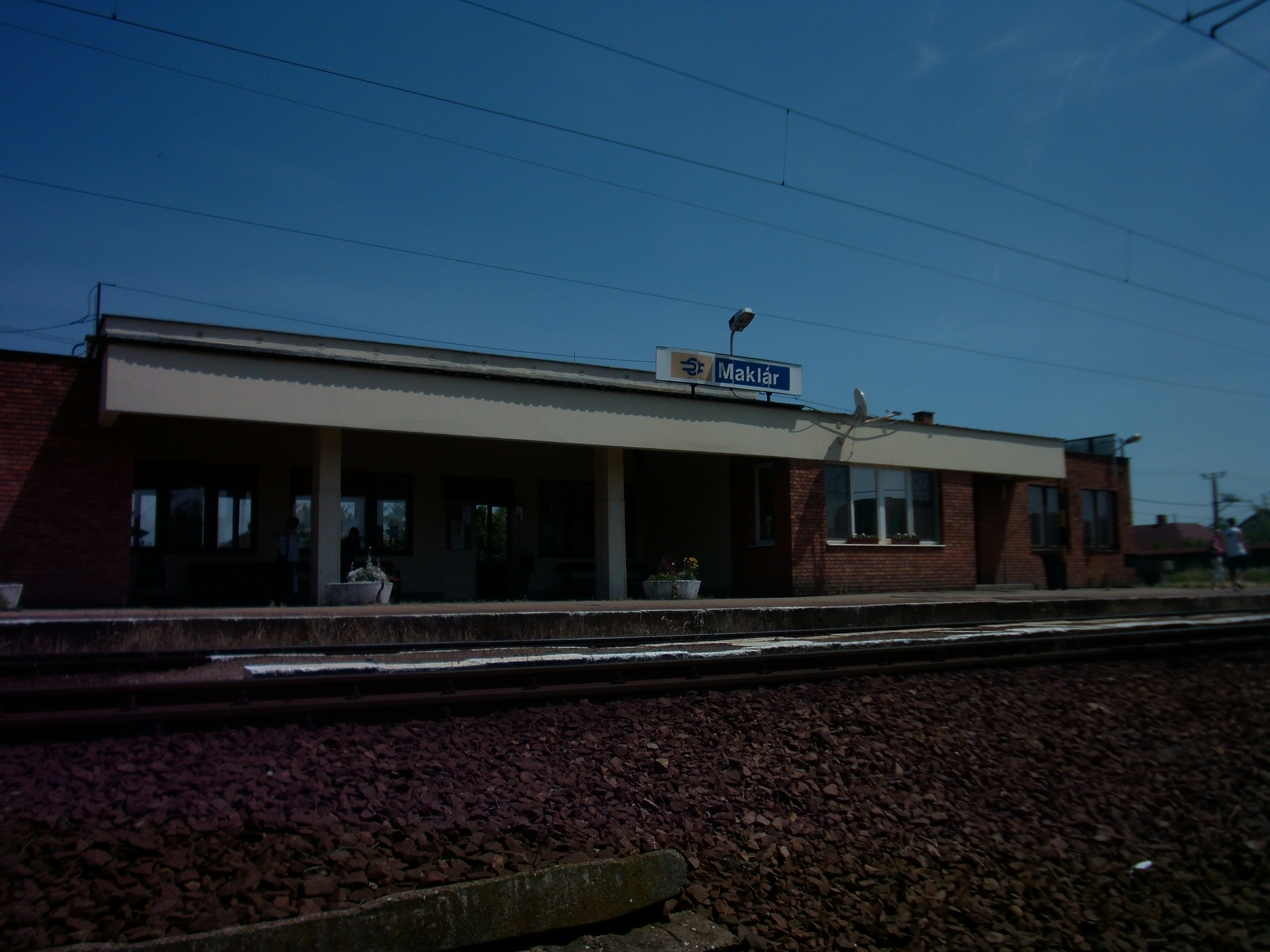
Maklár
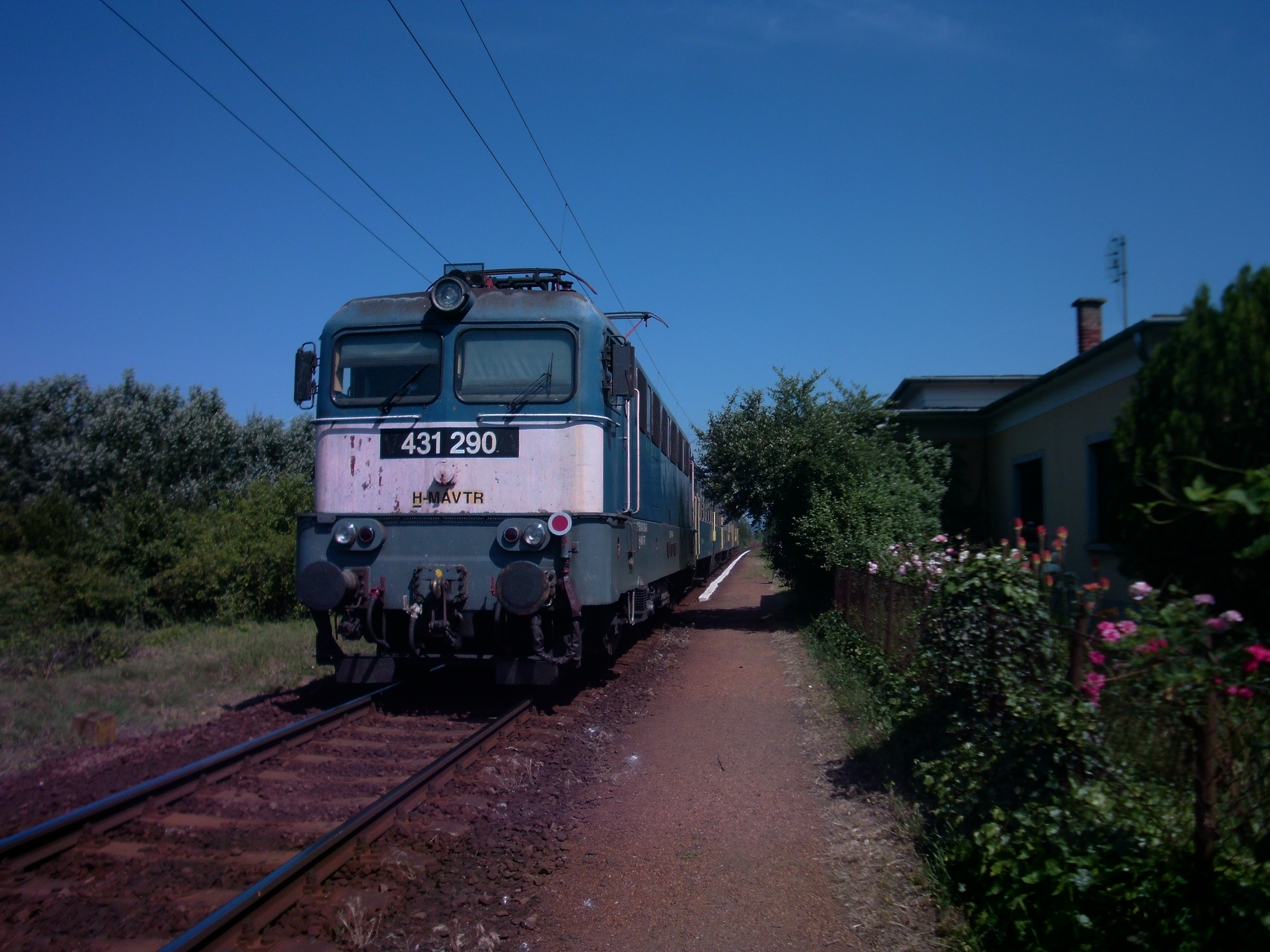
Andornaktálya
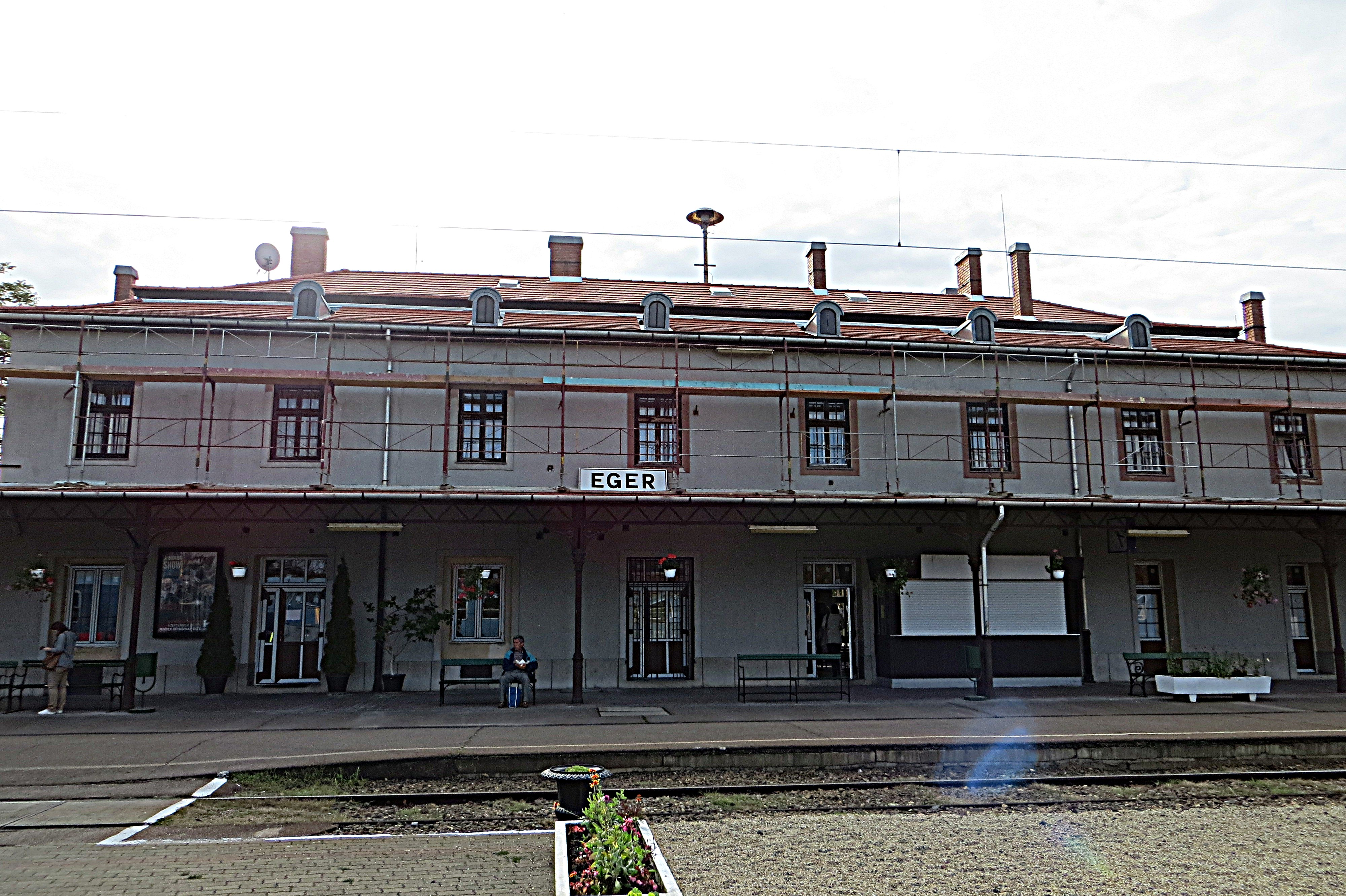
Eger